# Johan Le Veau
Johan Lorentz Le Veau (Jean), född 19 oktober 1849 i Malmö, död 14 juli 1926 i Uppsala, var en svensk-amerikansk keramiker och skulptör.
Han var son till kakelugnsmakargesällen Carl Johan Leveau och Brita Cajsa Sjöberg. Le Veau började som 10-åring i lära för att bli kakelugnsmakare för en kakelugnsmakarmästare i Malmö. Han kom efter några år att flytta över till Höganäsbolaget där han fick skulptören Ferdinand Ring som handledare han var därefter verksam en period vid Upsala kakelfabrik där han utförde porträttbyster över Nordenskiöld och Bellman samt figurer och reliefer. Efter att han arbetat några år vid för olika svenska keramiska fabriker utvandrade han till Amerika omkring 1894 och fick vid ankomsten anställning som konstnär vid en keramisk verkstad i Lincoln, Kalifornien efter att han arbetat där i åtta år etablerade han en egen keramisk verkstad i San Francisco. Slutligen anställdes han vid en keramisk verkstad i Chicago 1905 där han skulpterade fram olika dekorationsreliefer och beställningskeramik. Bland hans arbeten märks en staty över sjöhjälten John Paul Jones samt porträttmedaljonger över Oskar II, Linné och John Ericsson för Skandia Hall i Lincoln, Kalifornien.  
Omkring 1910 spreds en felaktig nyhet att Le Veau skulle avlidit i Amerika, men han återvände till Uppsala 1925. Le Veau är begravd på Uppsala gamla kyrkogård.

### Fotnoter
1. ↑  Sveriges dödbok 1901–2013
2. ↑  Svensk-amerikanska folket i helg och söcken i Projekt Runeberg
3. ↑  Vestkusten, Number 33, 13 August 1925 California Digital Newspaper Collection